# Belejringen af Tower of London (1460)
Belejringen af Tower of London var en episode i Rosekrigene, hvor støtterne af de rivaliserende Plantagenet-huse Lancaster og York kæmpede mod hinanden. I juni 1460 invaderede adskillige York- adelsmænd, der uden held havde gjort oprør mod kong Henrik året før og var flygtet til Calais, det sydøstlige England fra Sandwich. De nød bred støtte på grund af befolkningen i Kents generelle utilfredshed med det herskende hof og købmændene i London og blev mødt af entusiastiske skarer, da de gjorde deres indtog i London den 2. juli.
Lancaster-garnisonen i Tower of London under ledelse af Lord Scales åbnede ild i flæng i de omkringliggende gader med kanoner og græsk ild og forårsagede mange dødsfald og skader. Mens det meste af York-hæren marcherede nordpå til Midlands for at møde kongens Lancaster-hær, blev 2.000 mand efterladt af jarlen af Salisbury for at belejre Tower of London. De blev hjulpet af mange af byens oldermænd og væbnede milits, der brugte bombarder, erobret fra et kongeligt lager, til at ødelægge en del af Tower of Londons ringmur og blokerede Tower of London for at forhindre at forsyninger nåede ind til garnisonen.
Den 10. juli vandt York-hæren Slaget ved Northampton og tog kong Henrik til fange, og de behandlede ham indtil videre med respekt. Den 19. juli blev Towers garnison sultet til at overgive sig. Scales forsøgte at flygte i forklædning på en båd, men blev genkendt og nedslagtet af en pøbel.

## Baggrund
Kong Henrik 6. af England af Huset Lancaster var en svag monark, der ikke var i stand til at kontrollere de stridende adelsmænd, der udgjorde hans råd, og også blev ramt af perioder med mentale sammenbrud. I slutningen af 1440'erne var der opstået en strid mellem to af de mest magtfulde og indflydelsesrige adelsmænd, Richard, hertug af York og Edmund Beaufort, hertug af Somerset. York fastholdt, at Somerset havde forkludret Hundredårskrigen mod Frankrig gennem forræderi eller egeninteresse, og at han selv uretfærdigt blev udelukket fra kongens råd. Han støttede også dem, der klagede over lovløsheden som følge af svag kongelig kontrol og autoritetsmisbrug fra kongens nærmeste rådgivere. Kongen blev ramt af et totalt mentalt sammenbrud i 1453 efter det endelige tab af de engelske besiddelser i Frankrig. York styrede landet som rigsforstander i cirka et år, men måtte opgive embedet, da Henrik kom sig og genoprettede Somerset i kongens gunst.
I 1455 gjorde York og hans vigtigste støtter, Neville-jarlerne (Yorks svoger, jarlen af Salisbury og Salisburys søn, jarlen af Warwick, senere kendt som "Kongemageren"), oprør. Somerset og flere andre støtter af kongen blev dræbt i Det 1. slag ved St Albans. Efter slaget bekræftede York sin loyalitet over for kongen og blev genudnævnt til rigsforstander. Imidlertid havde han erhvervet sig Henriks dronning, Margrete af Anjous uforsonlige fjendskab, idet hun mistænkte York for at ønske at erstatte Henriks nyfødte søn, Edvard af Westminster, som tronarving. Arvingerne til adelsmændene, der var blevet dræbt i Saint Albans, forblev i en dødbringende strid med York og Neville-jarlerne, der også påkaldte sig modstand fra mange, der var imod deres rigdom og overtagelse af statsembeder.
I 1459 udbrød der igen åben krig. York og Nevilles samlede deres hære i Ludlow nær den walisiske grænse, men var i stærkt undertal i forhold til den Lancaster-hær, der af navn blev ledet af kong Henrik selv. I Slaget ved Ludford Bridge hoppede nogle af demoraliserede York-soldater af. York, hans to ældste sønner og Neville-jarlerne forlod straks deres styrker og flygtede. Den næste dag overgav den lederløse York-hær sig til kongen. Lancaster-hæren fortsatte med at plyndre Ludlow, som blev "røvet til de bare mure". Fulde Lancaster-tropper begik også overgreb mod kvinder og andre borgere.
I november blev " Parliament of Devils" indkaldt i Coventry i Midlands. Alle dem, der deltog (inklusive ca. halvdelen af den øverste adel), skulle aflægge en særlig ed til kongen, dronningen og Edvard af Westminster. Parlamentet fortsatte med at vedtage strenge sanktioner mod York og hans støtter, som alle fik frataget deres ære, liv og gods. Den voldsomme propaganda, der fulgte disse handlinger, forårsagede udbredt uro blandt de adelsmænd og købstæder og byer, som tidligere ikke havde valgt side og nu frygtede gengældelse fra Lancaster-fraktionen.
York og hans anden søn Edmund af Rutland havde i mellemtiden sejlet til Irland, mens Neville-jarlerne og Yorks ældste søn Edvard af March var rejst til Calais, som på det tidspunkt var en engelsk enklave i Frankrig. Lancaster-fraktionens bestræbelser på at genoprette deres autoritet i Irland var ineffektive. Den 2. hertug af Somerset landede nær Calais og erobrede en borg i Guisnes i nærheden, men var ikke i stand til at erobre selve Calais.

## Warwicks træk
Med vanskeligheder samlede Lancaster-fraktionen en hær og en flåde ved Sandwich under jarl Rivers for at styrke Somerset. Den 15. januar 1460 overraskede en af Warwicks officerer, Sir John Dynham dem og tog Rivers, hans hustru og søn, 300 af hans soldater til fange og erobrede flere skibe. Fangerne blev ført tilbage til Calais.
I marts sejlede Warwick til Irland for at aftale planer med hertugen af York. Lancaster-fraktionen havde samlet endnu en flåde ved Sandwich, denne gang under hertugen af Exeter, oprindeligt for at forstærke Somerset eller for at redde ham i Calais. Exeter forsøgte at afskære Warwick ud for Cornwall på hans returrejse, men hans besætninger blev dårligt betalt og forsynet med proviant, og de nægtede derfor at engagere Warwicks skibe.
York-fraktionen forberedte sig på at invadere Kent. Forud for deres invasion påbegyndte de en propagandaoffensiv, hvori de protesterede mod lovløshed, nogle af de Lancaster-officerernes autoritets misbrug og den uretfærdige fratagelse af York-støtternes ære, liv og gods fra det foregående år. Som altid fastholdt York-støtterne, at de var loyale over for kongen og søgte at befri ham fra hans "onde rådgivere". Imidlertid hævdede de også, at Edvard af Westminster var en skifting eller bastard. De inspirerede til en bred støtte i Kent, hvor der tidligere havde været folkelige oprør (Jack Cades oprør) og London, hvor købmændene var vrede over tabet af handel. Eksporten af uld og klæde og import af vin udgjorde en tredjedel af deres værdi inden 1459, dels som et resultat af kongens forsøg på at forhindre York-støtterne i Calais i at modtage støtte og indtægter.
Tidligt i juni 1460 erobrede York-styrkerne fra Calais ledet af Lord Fauconberg, Salisburys yngre bror, Sandwich igen. Denne gang etablerede de et permanent fodfæste. Den 26. juni landede Warwick, Salisbury og Edvard af March ved Sandwich og marcherede ind i Canterbury. Der var ingen modstand. Lancaster-flåden havde gjort mytteri igen, og over for muligheden for en invasion fra både Calais og Irland forblev kongen og hans hær i Midlands, i en central position omkring Coventry. Selv hertugen af Buckingham, der holdt embeder som Warden of the Cinque Ports (som inkluderede Sandwich) og Constable of Dover Castle, var fraværende i området. (Som kongens vigtigste militærrådgiver var han også sammen med den kongens hær nær Coventry.)

## York-hæren besætter London
York-hæren avancerede via Dartford og Rochester mod London og samlede løbende nye rekrutter. Fra Canterbury blev de ledsaget af ærkebiskoppen af Canterbury og af Francesco Coppini, en paves legat, der tog den Yorks side og gav deres folkelige appeller ekstra vægt. De fik også støtte fra nogle adelige, hvis besiddelser var i nærheden, herunder viscount Bourchier (en anden af hertugen af Yorks svogre) og hertugen af Norfolk. Oldermændene og Fællesrådet i byen nægtede oprindeligt dem tilladelse til at komme ind i byen, men blev overtalt til at omgøre deres beslutning af købmændene, hvoraf mange var faste støtter af Warwick. (Som kaptajn i Calais fra 1455 til 1459 havde Warwick ledt sine skibe i piratangreb på spanske og hanseatiske skibe, dels for at få tyvekoster til at betale sin dårligt betalte garnison, men også til købmændenes glæde ved at fjerne deres handelsrivaler.)
Da York-styrkerne nærmede sig London, søgte de Lancaster-adelsmænd, som var tilbage i byen (herunder Lord Hungerford, Lord Lovell og Lord de Vestri og jarlen af Kendal) og deres familier og hertugen af Exeters hustru, alle deres tilflugt i Tower of London. Hertugen af Exeter var Constable of the Tower, men han havde flere andre embeder og var fraværende, og Tower blev faktisk holdt af Lord Scales. Den 2. juli, efter at de York-lederne havde givet forsikringer om deres troppers gode opførsel, blev byportene åbnet for dem. Da de fortsatte over London Bridge, skyndte folkemængder sig fremad, og to mænd blev trampet ihjel. York-soldaterne blev midlertidigt indkvarteret i Smithfield.

## Belejringen af tårnet
Lord Scales var en engageret støtte til Huset Lancaster, og også en veteranhærfører fra Hundredårskrigen, vandt til hensynsløse metoder. Da York-styrkerne besatte London, åbnede Scales ild fra Tower i flæng mod de omkringliggende gader. En samtidig krønike fortæller, at "De, der var inden for Tower, kastede ild mod byen og skød med små kanoner og brændte og sårede mænd og kvinder og børn på gaderne". I mellemtiden, dagen efter at de var kommet ind i London, talte de York-adelsmændene til en række gejstlige i Saint Paul's Cathedral og lovede atter at respektere kongens person og ejendom. To dage senere rejste Fauconberg til Midlands med en styrke på 10.000 mand fra hæren, efterfulgt kort efter af Warwick og Edvard af March.
Salisbury, Lord Cobham og Sir John Wenlock blev tilbage med 2.000 mand til at belejre Tower of London. De havde også støtte fra militsen rejst af de rasende borgere. Alle rimeligt velhavende mandlige personer i byen ejede mindst en "jack" (en polstret lædervams) og en salade, mens mange havde en komplet "harnisk" (rustning) og var bevæbnet med sværd og dolke og våben såsom hellebarder og langbuer. De blev ledet af fremtrædende borgere udnævnt til sheriffer. (To år tidligere, i 1458, havde ikke mindre end 7.000 militsfolk patruljeret i byen for at forhindre vold mellem adelsfolk, da de blev samlet til et storrådsmøde.)
Byens fællesråd havde sikret sig flere bombarder fra et kongeligt lager og satte dem op på den sydlige bred af Themsen overfor Tower. Deres ild nedbrød en del af Towers ringmur og skræmte nogle af de adelsfamilier, der havde søgt tilflugt derinde. Lord Cobham blokerede med nogle bevæbnede borgere Tower fra byen, mens Sir John Wenlock med flere militsfolk under den fremtrædende handelsmand John Harowe indesluttede Tower fra St Katherine Docks mod øst. Der var hele tiden sammenstød mellem garnisonen og belejrerne. På et tidspunkt sendte Lord Scales og Lancaster-adelsmændene i Tower et brev til byens råd og krævede at vide, hvorfor rådet kæmpede mod dem. Rådet svarede, at Scales havde begyndt at føre krig mod byen ved at dræbe og lemlæste mænd, kvinder og børn med kanonild.
Nyheder nåede frem om, at Warwick, March og Fauconberg den 10. juli havde besejret kongens hær i Slaget ved Northampton. Flere Lancaste-adelsmænd (herunder Buckingham) var døde, og kong Henrik selv var blevet en fange i York-hærens hænder. Den 16. juli gjorde York-jarlerne deres indtog i London med meget ceremoni. Kong Henrik blev indlogeret i biskoppen af Londons palads. På dette tidspunkt var Towers garnison klar til at overgive sig. De manglede mad, der var ikke længere noget håb om undsætning eller forstærkning, og moralen blev svækket af adeldamerne i Towers bønner. Lord Hungerford overgav til sidst Tower den 19. juli efter at have opnået et løfte om, at hans eget liv og Scales liv ville blive skånet. Scales stolede ikke på, at løftet om at hans liv ville blive respekteret, og den følgende nat forsøgte han at flygte via Themsen til asyl i Westminster Abbey. Han blev genkendt af en kvinde, og hans båd blev omgivet af Londons pramdragere, der trak ham ud af båden og myrdede ham. Hans nøgne lig, dækket af stiksår, blev kastet på trinnene til Priory of Saint Mary Overie i Southwark.

## Efterspil
De sejrende York-styrker overtog de fleste statsembeder, mens de fortsatte med at herske i Henriks navn. Hertugen af York ankom først hen mod slutningen af september til England. Da han ankom til London den 10. oktober, forsøgte han at gøre krav på tronen til den forsamlede adels forfærdelse. Selv Neville-jarlerne var ikke parat til at støtte dette drastiske skridt. Til sidst gik York med tilAct of Accord, hvorved han blev anerkendt som Henriks arving og fik lov til at fortsætte med at regere landet som rigsforstander. Dronning Margrete og hendes søn var imidlertid på fri fod, og mange adelsmænd på Huset Lancasters side samlede hære i Nordengland. Da hertugen af York marcherede nordpå i december for at tage sig af dem, angreb han dem fatalt i det fri. Hans hær blev overvældet og ødelagt i Slaget ved Wakefield, hvor York selv og Salisbury blev dræbt.
Efter at have besejret Warwick i Det 2. slag ved St Albans og genvundet varetægten over Henrik 6., som var blevet forladt på slagmarken, truede dronning Margrete med at besætte London med en hær, hvori mange uregerlige skotter og grænsefolk indgik. Hun blev afskrækket og trak sig tilbage til nord, måske fordi London havde spærret dets porte, og Edvard, jarl af March, marcherede til London efter hans sejr ved Mortimer's Cross. Warwick og Edvard af March besatte byen igen. Edvard blev udråbt til konge den 4. marts 1461, og den 29. marts 1461 vandt han en afgørende sejr i Slaget ved Towton.

## Yderligere læsning
- Churchill, Winston (1956). A History of the English-speaking Peoples. Vol. I. London: Cassell. ISBN 0-304-29500-0.
- Clark, Karen L. (7. september 2016). The Nevills of Middleham: England's Most Powerful Family in the Wars of the Roses. Stroud: The History Press. ISBN 978-0-7509-6365-7.